# 215592 Normarose
215592 Normarose è un asteroide della fascia principale. Scoperto nel 2003, presenta un'orbita caratterizzata da un semiasse maggiore pari a 2,6944371 UA e da un'eccentricità di 0,0830413, inclinata di 8,42979° rispetto all'eclittica.
L'asteroide è dedicato a Norma Rose, madre di Jim Riffle, uno degli scopritori.